# 도쿄도도 제117호선
117번 도쿄도도(일본어: 東京都道117号世田谷三鷹線→도쿄도도 117호 세타가야-미타카선)는 도쿄도 세타가야구에서 미타카시까지 이어지는 일본의 도도(都道) 노선이다. 세타가야 기점에서는 20번 국도, 미타카 종점에서는 14번 도쿄도도와 교차한다.